# Noisettes
Noisettes — британская инди-группа, образовавшаяся в 2003 году в Лондоне, Англия, и исполняющая динамичный поп-рок, насыщенный элементами фанка и соул. Рецензент Allmusic определил стиль коллектива как «Билли Холидей во главе White Stripes». В 2009 году группа добилась первого большого коммерческого успеха: сингл «Don’t Upset The Rhythm» поднялся до #2 в UK Singles Chart.

## История группы
Noisettes образовались в 2003 году, когда гитарист Дэн Смит и певица Шингай Шонива (участники Sonarfly) пригласили к сотрудничеству барабанщика Джейми Моррисона (в прошлом — участника групп Living With Eating Disorders, Willis, Six Toes, Jaywalk Buzz).
В 2004 году группа записала дебютный EP Three Moods of the Noisettes: он вышел на лондонском инди-лейбле Side Salad Records. Группой заинтересовались Universal Music Group и перевыпустили пластинку в США на импринте Low Altitude. Выпустив ещё два сингла ("IWE", "Scratch Your Name") группа перешла на Vertigo Records. В 2006—2007 года Noisettes гастролировали по Европе и США с TV on the Radio, Tom Vek, Babyshambles, Bloc Party, Mystery Jets, а также Muse, которые пригласили их в тур 2006 года.
В 2007 году вышел дебютный альбом What’s the Time Mr. Wolf? (UK #75). В 2008 году группа (вместе с Полом Уэллером, Грэмом Коксоном и др.) приняла участие в выпуске благотворительного сингла в поддержку Crisis Consequences, фонда помощи бездомным.
20 апреля 2009 года вышел второй альбом Wild Young Hearts. Сингл из него «Don’t Upset The Rhythm» поднялся до #2 в UK Singles Chart.
Весной 2009 году Noisettes вышли в британское турне, в качестве «разогревщиков» пригласив малоизвестные местные группы летом 2009 года группа приняла участие в европейском турне Lady Gaga.

## Дискография

### Альбомы
- What’s the Time Mr. Wolf? (2007) UK #75
- Wild Young Hearts (2009) UK # 7
- Contact[7] (2012) UK #30

### Мини-альбомы
- Three Moods of the Noisettes (2005)
- What’s the Time Mini-Wolf? (2006])

### Синглы
- «IWE» (2006)
- «Scratch Your Name» (2006); перевыпущен в 2007.
- «Don’t Give Up» (2006) UK #73
- «Sister Rosetta» (Capture The Spirit) (2007) UK #63
- «The Count of Monte» Christo (2007)
- «Wild Young Hearts» (2008)
- «Don’t Upset The Rhythm» (2009) UK #2
- «Never Forget You» (2009) UK #20